# استیضاح در ایالات متحده آمریکا

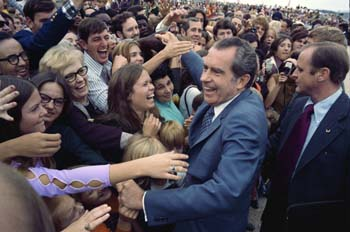
ریچارد نیکسون قبل از استیضاح خود از ریاست جمهوری کناره‌گیری کرد

روند استیضاح در ایالات متحده آمریکا قانونی است که بر طبق قانون اساسی ایالات متحده آمریکا پیش‌بینی شده‌است.
قانون اساسی ایالات متحده آمریکا به کنگره ایالات متحده آمریکا حق داده‌است که علیه مقامات رسمی کشور به جرم ارتکاب جرائم بزرگ و خائنانه، اقامه دعوا کرده و در صورت محکوم شدن، آنان را از کار برکنار نماید. این جرائم شامل خیانت، دریافت رشوه، جرائم سنگین اجتماعی و اَدای شهادت دروغ در زیر سوگند است.
استیضاح از دو طریق قابل طرح است. اول اینکه ممکن است دیوان عالی فدرال ایالات متحده آمریکا علیه یکی از مقامات رسمی کشور اعلام جرم کند و از کنگره بخواهد که فرد مزبور را به دلیل ارتکاب عمل مجرمانه استیضاح نماید. اما در شیوه دوم، کنگره خود رأساً و مستقیماً وارد عمل می‌شود و علیه یک مقام دولت فدرال اعلام جرم می‌نماید.
در هر دو شکل ابتدا باید موضوع استیضاح به تصویب اکثریت مجلس نمایندگان ایالات متحده آمریکا برسد، سپس این مجلس از مجلس سنای ایالات متحده آمریکا درخواست می‌کند دادگاه تشکیل دهد و متهم را محاکمه نماید. در چنین صورتی مجلس سنا به یک دادگاه تبدیل می‌شود و سناتورها هر یک نقش دادستان را ایفا می‌کنند. در این جلسات رئیس دیوان عالی فدرال به اداره دادگاه می‌پردازد و متهم نیز باید در مقابل اتهامات از خود دفاع نماید. پس از شنیدن دفاعیات طرفین، اتهام به رأی گذاشته می‌شود و اگر اکثریت فوق‌العاده سناتورها که بیش از دوسوم اعضا را شامل می شود رأی به مجرمیت بدهند، مقام دولتی از کار بر کنار خواهد شد.
استیضاح صرفاً به رئیس جمهور ایالات متحده آمریکا یا اعضاء کابینه محدود نمی‌شود و از این شیوه می‌توان علیه نمایندگان مجلس، سناتورها، قضات دیوان عالی فدرال و حتی قضات دادگاه‌های بخش و به عبارتی هر مقام رسمی استفاده کرد و وی را به دادگاه کشاند.

## تاریخچه

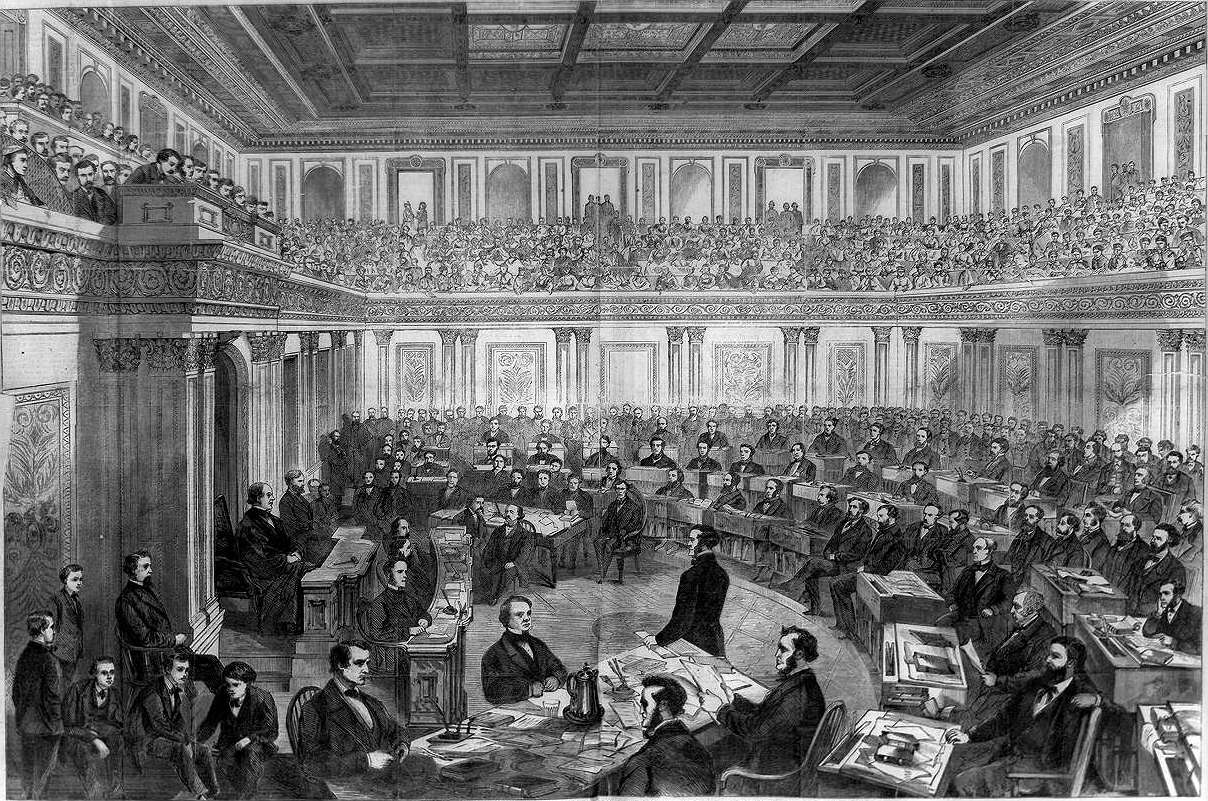
صحنه‌ای از استیضاح اندرو جانسون در ۱۸۶۸

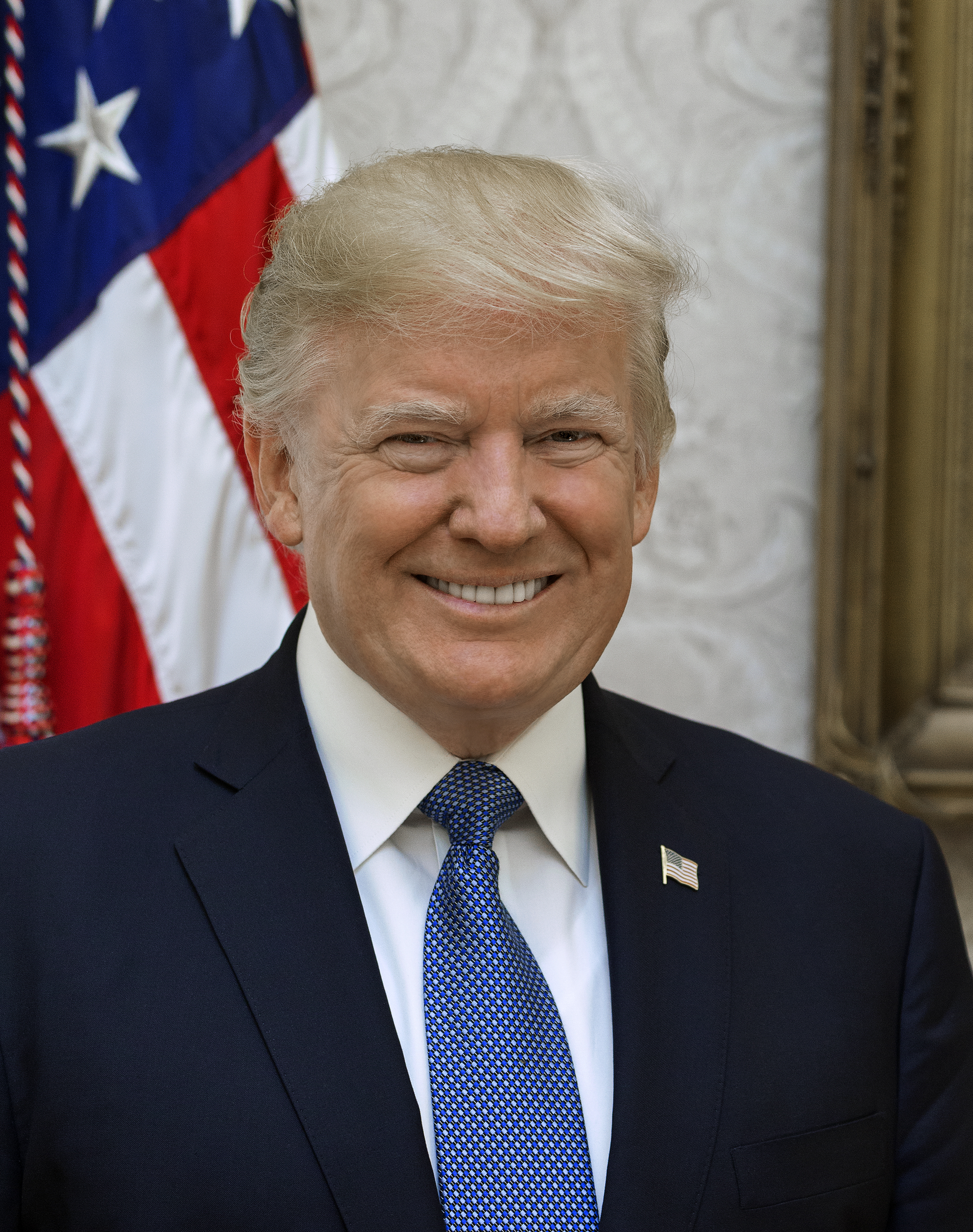
دونالد جی. ترامپ، چهل و پنجمین رئیس‌جمهور ایالات متحده آمریکا اولین رئیس‌جمهوری در تاریخ آن کشور است که دو بار استیضاح شده‌است.

تاکنون چندین بار سنا برای رسیدگی به اتهامات وارده علیه افراد مختلف دادگاه تشکیل داده‌است. نخستین مورد استیضاح تنها چند سال بعد از تصویب قانون اساسی روی داد و در آن سناتور ایالت تنسی در سال ۱۷۹۹ توسط همکارانش در سنا محاکمه شد. از آن تاریخ به بعد سنا ۱۶ بار به دادگاه تبدیل شده و افرادی را محاکمه و تعدادی از آنان را از کار برکنار کرده‌است.
آخرین مورد از استیضاح یک مقام دولتی، محاکمه پر سر و صدای بیل کلینتون رئیس جمهور سابق ایالات متحده در سال ۱۹۹۹ بود.
استیضاح رؤسای جمهور به نسبت موارد مشابه برای دیگر مقامات از حساسیت بیشتری برخوردار است. در طول تاریخ ایالات متحده، تنها دو رئیس جمهور در سنا محاکمه شده‌اند و در تاریخ ۱۲ دسامبر ۲۰۱۹ کنگره به استیضاح دونالد ترامپ بابت دو لایحه رای مثبت داده که موجب میشود ترامپ به عنوان سومین رئیس جمهور جهت محاکمه در سنا حاضر شود .در هر دو مورد  نیز آنان با آراء بسیار اندک از خطر برکناری نجات یافتند. اندرو جانسون و بیل کلینتون تنها رؤسای جمهوری بودند که تجربه تلخ محاکمه در زمان حضور در کاخ سفید را پشت سر گذاشتند. هر دو تنها با یک رأی اضافه توانستند به ریاست جمهوری خود ادامه دهند. درجریان ماجرای واتر گیت در سال ۱۹۷۴، پس از تصویب طرح استیضاح رئیس جمهور در کمیته قضایی مجلس نمایندگان، ریچارد نیکسون که نسبت به تصویب این طرح در مجلس نمایندگان و سپس محکومیت خود در سنا اطمینان داشت داوطلبانه از مقام خود کناره‌گیری کرد. با این حال تعقیب قضایی ریچارد نیکسون بعد از برکناری وی ولی این بار توسط دادگاه ادامه یافت و در نهایت به محکومیت وی منجر شد.
اتهام جانسون به مخالفت وی با برنامه بازسازی کشور پس از پایان جنگ داخلی مربوط بود. کنگره قصد داشت با استیضاح و برکناری وی، موانع بر سر بازسازی مناطق جنگی جنوب کشور را برطرف نماید. جلسات دادگاه جانسون بیش از ۲ ماه طول کشید و سرانجام وی با یک رأی اضافی بی‌گناه شناخته شد. در خصوص رسوایی اخلاقی بیل کلینتون و ارتباط وی با مونیکا لوئینسکی کارآموز سابق کاخ سفید (رسوایی مونیکا لویینسکی)، رئیس جمهور آمریکا به ادای شهادت دروغ، شکستن سوگند و گمراه کردن دادگاه از دستیابی به حقیقت متهم شده بود. دادگاه کلینتون ماه‌ها اخبار سیاسی آمریکا را تحت‌الشعاع قرار داده بود و به یک بحران اخلاقی در سطح این کشور تبدیل شد. وی پس ازماه‌ها انکار مجبور شد در یک برنامه مستقیم تلویزیونی رسماً از مردم آمریکا به دلیل شهادت دروغ عذرخواهی کند. همچنین دونالد ترامپ تنها رئیس جمهور آمریکاست که دو بار استیضاح او به جریان می‌افتد، بار اول به اتهام سوءاستفاده از قدرت و کارشکنی در امور کنگره و بار دوم به اتهام ایجاد شورش استیضاح او به جریان افتاد.

## موارد استیضاح در تاریخ ایالات متحده
1. ویلیام بلونت: سناتور ایالت تنسی، اتهام به دلیل در خواست غیرقانونی، ۱۴ ژانویه ۱۷۹۹.
2. جان پیکرینک: قاضی دادگاه بخشی از ایالت نیوهمشایر، برکنار شده در تاریخ ۱۲ مارس ۱۸۰۴.
3. ساموئل چیس: دستیار دیوان عالی فدرال، تبرئه شده، اول مارس ۱۸۰۵.
4. جیمز پک: قاضی دادگاه بخش از ایالت میسوری، تبرئه شده، ۳۱ ژانویه ۱۸۳۱.
5. وست هامفوریس: قاضی دادگاه بخش از ایالت تنسی، برکنار شده، ۲۶ ژوئن ۱۸۶۲.
6. اندرو جانسون: رئیس جمهور ایالات متحده، تبرئه شده، ۲۶ مه ۱۸۶۸.
7. ویلیام بالکنپ: وزیر جنگ، تبرئه شده، اول اوت ۱۸۷۶.
8. چارلز سوئینی: قاضی دادگاه بخش از ایالت فلوریدا، تبرئه شده، ۲۷ فوریه ۱۹۰۵.
9. روبرت آرچبالد: دستیار قاضی دادگاه تجاری ایالات متحده، برکنار شده در ۱۳ ژانویه ۱۹۱۳.
10. جورج اینگلیش: قاضی دادگاه بخش از ایالت ایلی نویز، استعفا ۴ نوامبر ۱۹۲۶، حکم اخراج.
11. هارولد لودبریک: قاضی دادگاه بخش از ایالت کالیفرنیا، تبرئه شده، ۲۴ ۱۹۳۳.
12. هالستد ریتر: قاضی دادگاه بخش از ایالت فلوریدا، برکنار شده، ۱۷ آوریل ۱۹۳۶.
13. هاری کلیبورن: قاضی دادگاه بخش از ایالت نوادا، برکنار شده، ۱۹ اکتبر ۱۹۸۶.
14. آلیس هستیگز: قاضی دادگاه بخش از ایالت فلوریدا، برکنار شده، ۲۰ اکتبر ۱۹۸۸.
15. والتر نیکسون: قاضی دادگاه بخش از ایالت می‌سی سی پی، برکنار شده، ۳ نوامبر ۱۹۸۹.
16. بیل کلینتون: رئیس جمهور ایالات متحده، تبرئه شده، ۱۲ فوریه ۱۹۹۹.
17. دونالد ترامپ: رئیس جمهور ایالات متحده، تبرئه شده، ۶ فوریه ۲۰۲۰
18. دونالد ترامپ: رئیس جمهور ایالات متحده، تبرئه شده،فوریه ۲۰۲۱